# Acide gras furanique
| Structure générique des acides gras furaniques | Structure générique des acides gras furaniques | Structure générique des acides gras furaniques |
| ---------------------------------------------- | ---------------------------------------------- | ---------------------------------------------- |
| Principales substitutions mono- et diméthylées |                                                |                                                |
| m                                              | n                                              | R                                              |
| 2                                              | 8                                              | CH3                                            |
| 4                                              | 8                                              | H                                              |
| 4                                              | 8                                              | CH3                                            |
| 2                                              | 10                                             | CH3                                            |
| 4                                              | 10                                             | H                                              |
| 4                                              | 10                                             | CH3                                            |
| 4                                              | 12                                             | H                                              |
| 4                                              | 12                                             | CH3                                            |

Un acide gras furanique est un acide gras dont la chaîne aliphatique contient un noyau furane. Dans les acides gras furaniques naturels, ce dernier est généralement substitué avec un ou deux groupes méthyle –CH3. Ils sont présents chez une grande variété d'espèces animales et végétales. On les trouve principalement dans la graisse du foie de poisson, les crustacés et les gorgones, ainsi que dans le foie des bovins et chez le rat. Ils sont également présents dans le sang humain, sous forme libre, dans des triglycérides ou encore estérifiant du cholestérol, pour une concentration totale de l'ordre de 50 mg l−1.
Chez les poissons, le taux d'acides gras furaniques dans le foie atteint son maximum après une période de jeûne.
Les acides gras furaniques peuvent être détectés dans tout une variétés de produits alimentaires de consommation courante et on pense qu'ils sont en fait omniprésents dans le milieu naturel, où leur présence chez les animaux résulterait de leur accumulation à partir de la consommation de végétaux. Chez l'humain, les acides gras furaniques sont métabolisés en donnant des acides urofuraniques, qui sont éliminés par voie urinaire à raison de 0,5 à 4 mg par jour.
Les acides gras furaniques sont des composés très réactifs qui sont facilement oxydés, par photo-oxydation, autoxydation, ou catalyse par la lipoxygénase-1. Exposés à la lumière, ils réagissent avec l'oxygène singulet pour donner de la 3-méthyl-2,4-nonandione (MND) à l'odeur de foin caractéristique, qu'on trouve par exemple dans le thé vert. Ils agissent comme pièges à radicaux libres et jouent en cela le rôle d'antioxydant efficace susceptible d'avoir un effet protecteur vis-à-vis des maladies cardio-vasculaires. Leur présence naturelle dans le sang inhiberait également l'hémolyse des érythrocytes (destruction des globules rouges) induite par l'oxygène singulet.